# Division de Fez
La division de Fès (ou division de Fez) est une division territoriale de l'armée de terre française. Elle est chargée de la défense du protectorat français au Maroc dans la région de Fès.

## Création et différentes dénominations
- octobre 1937 : création de la division territoriale de Fez
- octobre 1956 : dissolution

## Historique

### Entre-deux-guerres
La division territoriale de Fez est créée par arrêté du 21 octobre 1937. Elle est constituée de la subdivision de Fez et de celle de Taza.

### Seconde Guerre mondiale
Après l'armistice de 1940 et l'établissement de l'Armée d'armistice, la division est constituée des unités suivantes :
- 4e régiment de tirailleurs marocains, à Taza et Boured,
- 5e régiment de tirailleurs marocains, à Oujda et Guercif,
- 11e régiment de tirailleurs algériens, à Fès et Ghafsai,
- III/3e régiment étranger d'infanterie, à Fès,
- I/6e régiment de tirailleurs sénégalais, à Fès,
- 1er régiment étranger de cavalerie, un groupe d'escadrons à cheval à Fès, un groupe de découverte (reconnaissance motorisée) à Oujda et un groupe mixte d'automitrailleuses et d'infanterie portée en théorie à Guercif mais stationné en pratique à Meknès,
- 63e régiment d'artillerie d'Afrique, batteries de montagne et automobiles à Fès, Taza, Oudja et Ouezzane,
- 41e bataillon de télégraphistes à Fès,
- 33e escadron du train,
- trois groupes d'escadrons de la 9e légion de la Garde.

### L’après Seconde Guerre mondiale
La division est dissoute en octobre 1956, après l'indépendance du Maroc. Les unités françaises dans la région de Fès deviennent subordonnées à la 26e division d'infanterie.

## Insigne
Deux pentagones rouge et vert entrelacés, encadrant la porte du lion de Fès. En pointe, écrit en coufique, المحروسة (El Mahroussa), le protégé, l’appellation courante de Fès dans les anciens manuscrits.
Le pentagone est bordé de orange, couleur attribuée à la division de Fès.

## Chefs de corps
- 1937 - 1938: général Blanc
- 1942: général Salbert
- 1943 - 1946[réf. souhaitée] : général Suffren (sl)
- 1946 - 1955 : général Laparra[4]
- 1955 - 1956 : général Franchi[5]